# Amphistereum
Amphistereum is een geslacht van schimmels behorend tot de orde Auriculariales. De typesoort is Amphistereum schrenkii.

## Soorten
Volgens Index Fungorum telt het geslacht twee soorten (peildatum april 2023):
| Soortnaam                 | Auteur(s)                                | Publicatiejaar |
| ------------------------- | ---------------------------------------- | -------------- |
| Amphistereum leveilleanum | (Berk. & M.A. Curtis) Spirin & Malysheva | 2017           |
| Amphistereum schrenkii    | (Burt) Spirin & Malysheva                | 2017           |